# Википедија на татарском језику
Википедија на татарском језику (тат. Татар Википедиясе) је издање Википедије на татарском језику. Покренут у септембру 2003. Тренутно има 502.735 чланак, што га чини 31. по величини Википедијом по броју чланака. Ова Википедија има 6 администратора заједно са 55.613 регистрована корисника и 86 активних корисника.
Википедија на татарском језику углавном користи ћирилично писмо. Међутим, за разлику од већине других језика заснованих на ћирилици, неки од чланака су написани латиничним писмом; сходно томе, назив језика се појављује на бочној траци језика у оба писма.
Један од најактивнијих учесника и промотера татарске Википедије је Фархад Фаткулин, Викимедијанац године 2018. Организована група уредника са Википедије на башкирском језику под називом Wikigrannies понекад активно учествује у уређивању татарске Википедије јер су ови језици веома блиски и често се користе у другим областима.